# Barthélémy Badouix
Barthélémy Louis Joseph Badouix, né le 2 mars 1784 à Perpignan et mort le 13 mai 1840 à La Bussière (Loiret), est un haut-fonctionnaire français.

## Biographie
Barthélémy Louis Joseph Badouix naît à Perpignan le 2 mars 1784, et est baptisé le même jour dans l'église Saint-Jean-le-Vieux. Ses parents sont Louis Ange Badouix, chef de garnison puis avocat, et Marie Bartre.   
Barthélémy Badouix commence sa carrière d'administrateur au sein de l'administration des contributions directes. En 1821, il devient directeur des domaines du duc d'Orléans, et membre pour dix ans du conseil privé de Louis-Philippe d'Orléans.   
Le 28 décembre 1820, il épouse à Versailles Louise Claire Zoé Leroy, âgée de dix-huit ans, fille de Jean Marie Leroy, directeur des contributions directes de Seine-et-Oise.   
Il est préfet de la Nièvre de janvier 1831 à sa mort, en mai 1840. Au cours de son mandat, le département de la Nièvre se dote de nombreuses voies de communications qui accompagnent l'essor de l'industrie. André Thuillier estime qu'en neuf ans, 160 lieues de routes sont réalisées et 60 ponts sont bâtis à travers le département.   
En avril 1838, le préfet Barthélémy Badouix inaugure le tronçon du canal du Nivernais reliant Cercy-la-Tour à Châtillon-en-Bazois, et voit s'achever la construction du canal latéral à la Loire, en visitant le pont-canal du Guétin en mai 1838.  
La même année, pour favoriser les progrès techniques de l'agriculture nivernaise, le préfet Badouix soutient la création de la Chambre Consultative d'Agriculture pour l'arrondissement de Nevers. L'année suivante, en 1839, est fondée sur son initiative la Société Centrale d'Agriculture de la Nièvre dans l'objectif d'organiser des comices agricoles départementaux.   
Il meurt le 13 mai 1840 à La Bussière.    
Sa tombe, pyramidale, se situe au cimetière Jean Gautherin de Nevers.  

## Sources
- Jean-Bernard Charrier, Madelaine Chabrolin, Jean-Pierre Harris, Bernard Stainmesse, Histoire de Nevers. 2ème partie : De 1815 à nos jours, Roanne, Éditions Horvath, 1984, 272 p.
- André Thuillier, Économie et société nivernaises au début du XIXe siècle, Paris, La Haye, Mouton, EHESS, 1974, 484 p.